# Соматостатинома
Соматостатино́ма — опухоль из дельта-клеток островков Лангерганса поджелудочной железы или клеток гастроэнтеропанкреатической эндокринной системы, расположенных в стенке двенадцатиперстной кишки, секретирующая соматостатин.

## История
Впервые соматостатинома описана сравнительно недавно — в 1977 году. Некоторые авторы из-за неоднородности симптоматики считают, что чёткого клинического синдрома соматостатиномы не существует вообще. В настоящее время в литературе описаны немногим более 20 случаев соматостатин-секретирующих опухолей поджелудочной железы и двенадцатиперстной кишки. Не подлежит сомнению — хирурги и раньше сталкивались с этими новообразованиями во время оперативных вмешательствах по поводу желчнокаменной болезни, однако только сейчас выяснилось, что это сочетание не случайно.

## Этиология и патогенез
Соматостатин секретируется дельта-клетками островков поджелудочной железы или клетками гастроэнтеропанкреатической эндокринной системы и подавляет секрецию инсулина, глюкагона и СТГ (в аденогипофизе). Чаще это злокачественные опухоли, неконтролируемо секретирующие избыточные количества соматостатина. Соматостатиномы, из дельта-клеток островков Лангерганса составляют 60 % случаев. В 35…38 % случаев соматостатинома возникает из энтерохромаффинных клеток тонкой кишки. Описаны случаи секреции соматостатина мелкоклеточным раком лёгкого, медуллярным раком щитовидной железы и феохромоцитомой. Как правило, опухоли непанкреатического происхождения секретируют меньше соматостатина, чем панкреатические опухоли и нередко протекают бессимптомно. У 83 % больных с панкреатическими соматостатиномами к моменту их выявления уже имеются метастазы.

## Клиника
Наряду с холелитиазом при соматостатиноме обнаруживаются сахарный диабет, диарея или стеаторея, гипохлоргидрия, анемия, похудение. Многие проявления являются результатом блокирующего действия соматостатина на ферментативную функцию поджелудочной железы и секрецию других гормонов островков Лангерганса, поэтому данный симптомокомплекс иногда называют «ингибирующий синдром».
«Ингибирующий синдром» проявляется угнетающим действием на гастроинтестинальную моторику, желудочную секрецию, а также на секрецию поджелудочной железы и гастроинтестинальных гормонов. На момент диагностики соматостатинома имеет большие размеры (>5 см) и, как правило, — печёночные метастазы.
Большинство описанных соматостатино́м по характеру секреции оказались полигормональными. Вероятно, это — одна из причин гетерогенности (разнообразия) клинических проявлений заболевания.

### Патогномоничные проявления
- сахарный диабет (протекающий легко);
- желчнокаменная болезнь;
- стеаторея

### Другие признаки
- диспепсия;
- диарея;
- анемия;
- похудение

## Диагностика
Соматостатинома встречается казуистически редко. Определяется сахарный диабет лёгкого течения (в 80 % случаев), желчнокаменная болезнь (70 %), гипохлоргидрия (60 %), диарея (35 %), стеаторея (30 %) и потеря массы тела (25 %).
Уровень соматостатина в плазме крови повышен на фоне снижения уровней инсулина и глюкагона.
Сомастостатиному дор сих пор не обнаружили ни у одного больного с МЭН типа I, в то же время выявили у нескольких больных с МЭН типа IIа.

## Дифференциальная диагностика
Дифференциальная диагностика проводится с отдельными заболеваниями, входящими в синдром.
Пониженный уровень глюкагона — характерное отличие соматостатиномы от глюкагономы.

## Лечение
Оперативное лечение — удаление опухоли. Иногда удаётся добиться регрессии метастазов с помощью стрептозотоцина (стрептозоцина).
Препарат выбора симптоматической и антипролиферативной терапии — октреотид.

## Прогноз
Прогноз относительно благоприятный:
- 5-летняя выживаемость среди пациентов с метастазами составляет 30…60 %;
- у больных без метастазов — почти 100 %.[8]